# STS-81
STS-81 — 81-й старт MTKK в рамках программы Спейс Шаттл и 18-й космический полёт «Атлантиса», произведен 12 января 1997 года. В программу полёта входили: пятая стыковка шаттла с российской орбитальной станцией «Мир», доставка и возвращение грузов, ротация экипажа стации, различные эксперименты. Астронавты провели в космосе около 11 суток и благополучно приземлились на Авиабазе Эдвардс 20 января 1997 года.

## Экипаж
- (НАСА): Майкл Бейкер (4)[2] — командир;
- (НАСА): Брент Джетт (2) — пилот;
- (НАСА): Питер Уайсофф (3) — специалист полёта 1;
- (НАСА): Джон Грансфелд (2) — специалист полёта 2;
- (НАСА): Марша Айвинс (4) — специалист полёта 3;

Старт:
- (НАСА): Джерри Линенджер (2) — специалист полёта 4;

Посадка:
- (НАСА): Джон Блаха (5) — специалист полёта 4.

## Описание полёта

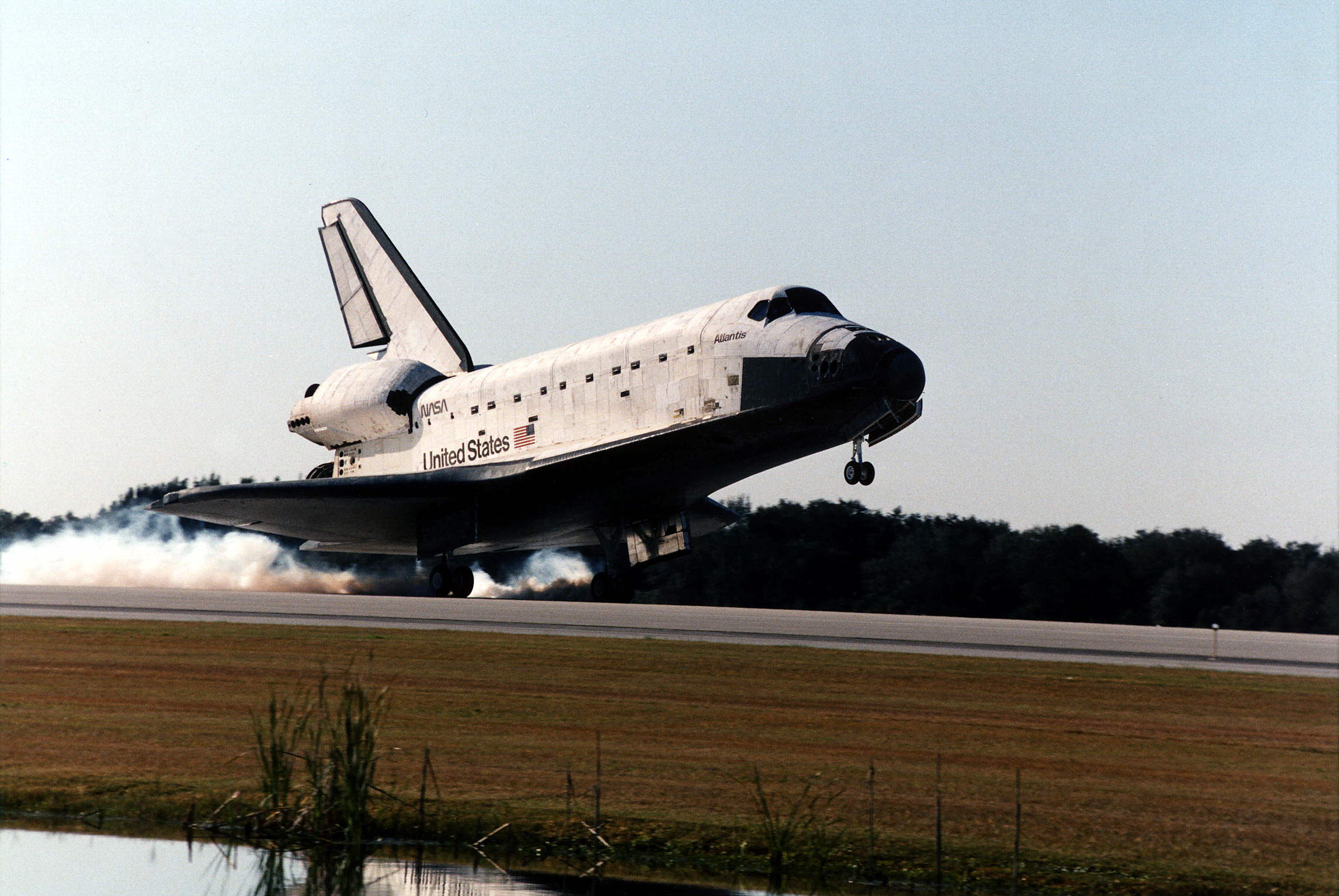
Посадка «Атлантиса»

## Параметры полёта
- Вес: 2250 кг (полезная нагрузка)
- Перигей: 380 км
- Апогей: 392 км
- Наклонение: 51,6°
- Период обращения: 92,2 мин